# Haim Revivo
Haim Revivo (hebreo: חיים רביבו; Asdod, Israel, 22 de febrero de 1972) es un exfutbolista israelí, considerado el mejor y más famoso jugador en la historia de su país. Se desempeñaba como mediapunta y destacaba especialmente por sus goles de tiro libre y las entretenidas celebraciones que efectuaba cada vez que marcaba un gol.

## Biografía
Revivo jugó en Bnei Yehuda Tel Aviv, Hapoel Tel Aviv y Maccabi Haifa, antes de irse al club español Celta de Vigo, donde en 4 temporadas jugó 124 partidos de liga y convirtió 23 goles, 16 partidos de copa en los que anotó 4 goles, además de jugar 13 partidos de Copa de la UEFA marcando 3 goles. Luego, pasó por los equipos rivales de Turquía: Fenerbahçe y Galatasaray, ambos de la ciudad de Estambul.
En el Celta consagró su fama internacional llamando la atención de equipos como el FC Barcelona, que trató de hacerse con sus servicios. Pero Revivo continuó en el Celta y, tras un primer año que rondó el descenso, junto con Mostovoi, se erigió como columna de un nuevo equipo, que pasará a la historia de la entidad viguesa como el Eurocelta, junto con Mazinho, Mostovoi y Karpin, entre otros. Revivo visitó y jugó en grandes estadios a nivel internacional, venciendo en Anfield al Liverpool FC de Owen, en un espectacular gol al más puro estilo Maradona.
Revivo se consagró como una de las figuras de la liga española a principios del siglo XXI, siendo el primer israelí en jugar en LaLiga.
Sus dos años con el Fenerbahçe (sesenta y ocho partidos y veintiséis goles) fueron un éxito, ya que en 2001 fue una de las figuras en la obtención del título. Pero luego perdió la atención de los dirigentes al contratarse nuevas figuras y decidió irse al eterno rival, el Galatasaray, donde se quedó un año antes de abandonar Turquía.
Actualmente es un importante hombre de negocios, exdueño del club de su ciudad natal: FC Ashdod.

## Selección nacional
Con la selección nacional israelí jugó sesenta y siete partidos y convirtió quince goles. Uno de ellos fue un tiro libre muy recordado, en un amistoso previo al Mundial de Francia 98, que le dio el triunfo a Israel sobre Argentina por 2-1. Desde 1985 hasta ese partido, la selección argentina visitaba Jerusalén como cábala y ganaba siempre. Pero, luego de esa humillante derrota (Israel solo se clasificó una vez para un Mundial), se terminó la costumbre.

## Clubes
| Club                 | País    | Año       | Partidos | Goles |
| -------------------- | ------- | --------- | -------- | ----- |
| Bnei Yehuda Tel Aviv | Israel  | 1990-1993 |          |       |
| Hapoel Tel Aviv      | Israel  | 1993-1994 |          |       |
| Maccabi Haifa        | Israel  | 1994-1996 |          |       |
| Celta de Vigo        | España  | 1996-2000 | 153      | 30    |
| Fenerbahçe           | Turquía | 2000-2002 |          |       |
| Galatasaray          | Turquía | 2002-2003 |          |       |
| FC Ashdod            | Israel  | 2003-2004 |          |       |